# Karmic Society
Karmic Society is een Duitse band uit de omgeving van Heidelberg.
De band speelt een mix van progressieve rock, spacerock, psychedelische rock, krautrock en jazzrock.
Karmic Society is in 2005 opgericht en brengt in 2007 hun eerste studioalbum uit, waarin met name bij de eerste tracks een grovere versie van de oude Camel is te horen; in andere is de invloed van Jimi Hendrix hoorbaar.

## Musici vanaf het begin
- Steff Bollack – drums;
- Mario Schulz – gitaar;
- Karsten Kulinna – basgitaar en zang;
- Winnie Rimbach-Sator – toetsen.

## Discografie
- Journey (2007)